# Светлоклеточный рак почки
Светлоклеточный рак почки — наиболее часто встречающаяся гистологическая разновидность рака почки. Обладает способностью вызывать выраженный противоопухолевый иммунный ответ организма. Вследствие этого иногда наблюдается спонтанная, даже в отсутствие всякого лечения, временная регрессия первичного очага опухоли и/или её метастазов, порой — вплоть до кажущегося временного полного исчезновения как первичного опухолевого очага, так и метастазов. Обычно такое явление можно наблюдать только на ранних стадиях заболевания, до начала активного метастазирования опухоли. Но иногда такое наблюдается и в более поздних стадиях светлоклеточного рака почки, когда у пациента уже имеются как ближайшие, так и отдалённые метастазы. Вместе с тем, без активного лечения, даже при кажущейся полной спонтанной регрессии как первичной опухоли, так и метастазов, светлоклеточный рак почки в дальнейшем неизбежно рецидивирует вновь. Иногда в начальных стадиях даже отмечается своего рода «волнообразное течение» этой болезни — с неоднократными спонтанными регрессиями или спонтанными стабилизациями и неоднократными последующими возобновлениями опухолевого роста и метастазирования. Однако затем этот волнообразный паттерн сменяется неуклонным прогрессированием болезни, характерным для всех прочих видов злокачественных опухолей и неизбежно приводящим к смерти пациента в случае отсутствия активного лечения или чрезмерно запоздалого лечения.
Высокая иммуногенность этого вида злокачественных опухолей почек, наряду с другими биологическими особенностями этой опухоли, обуславливает успешность применения иммунотерапии при ней.

## Эпидемиология светлоклеточного рака почки
- Подавляющее большинство всех выявленных случаев светлоклеточного рака почки — наблюдались у мужчин пожилого и старческого возраста (60 — 70 лет и старше)[2];
- Подавляющее большинство случаев светлоклеточного рака почки развиваются спорадически, то есть в отсутствие каких-либо известных наследственных предрасполагающих факторов[2];
- Только 2 — 4 % от всех диагностированных случаев светлоклеточного рака почки относятся к тем случаям, в которых развитие этого вида злокачественных опухолей почек было лишь одним из проявлений более сложного синдрома наследственной предрасположенности к ряду видов злокачественных опухолей — например, к случаям болезни Гиппеля — Линдау[2].

## Генетические особенности светлоклеточного рака почки

### Цитогенетические особенности светлоклеточного рака почки
- От 70 % до 90 % от всех выявляемых случаев светлоклеточного рака почки имеют те или иные патологические изменения в длинном плече 3-й хромосомы, то есть в сегменте 3p[2];
- Часто выявляется инактивация гена болезни фон Гиппеля-Линдау, связанная с миссенс-мутацией и/или с гиперметилированием промотора этого гена[2];
- Часто выявляется удвоение короткого плеча 5-й хромосомы, то есть сегмента 5q[2];
- Часто выявляется полная или частичная потеря (делеция) длинного плеча 8-й и/или 9-й хромосом (то есть сегментов 8p и/или 9p) и/или полная или частичная делеция короткого плеча 14-й хромосомы (то есть сегмента 14q)[2].

### Молекулярно-генетические особенности светлоклеточного рака почки
При светлоклеточном раке почки систематически выявляются мутации в определённых генах, в частности, в гене болезни Гиппеля-Линдау (VDL).

## Гистогенез светлоклеточного рака почки
Светлоклеточный рак почки развивается из клеток эпителия проксимальной части извитых канальцев почек.

## Гистологические особенности светлоклеточного рака почки
Клетки светлоклеточного рака почки обычно имеют светлую, прозрачную цитоплазму, хорошо различимую клеточную мембрану, и содержат шарообразное, более или менее обычно выглядящее, ядро.
Консенсусом экспертов ВОЗ предложена следующая градация степени злокачественности светлоклеточного рака почки по микроскопически наблюдаемой гистологической картине:
- 1-я степень: Клетки опухоли имеют базофильное и, в целом, не выглядящее сколь-нибудь подозрительным, ядрышко, которое с трудом различимо при увеличении в 400 раз;
- 2-я степень: Клетки опухоли имеют очерченное, хорошо различимое при увеличении в 400 раз ядрышко с эозинофильной, а не с базофильной окраской;
- 3-я степень: Клетки опухоли имеют очерченное и более крупное, чем в первых двух случаях, ядрышко, которое хорошо различимо уже при увеличении не в 400, а всего в 100 раз;
- 4-я степень: Клетки опухоли проявляют высокую или очень высокую (исключительную) степень плеоморфизма (то есть морфологически мало похожи одна на другую, имеют необычно большие различия строения и внешнего вида), выглядят низкодифференцированными, или же имеют рабдоидную либо саркоидную морфологию.

## Галерея изображений

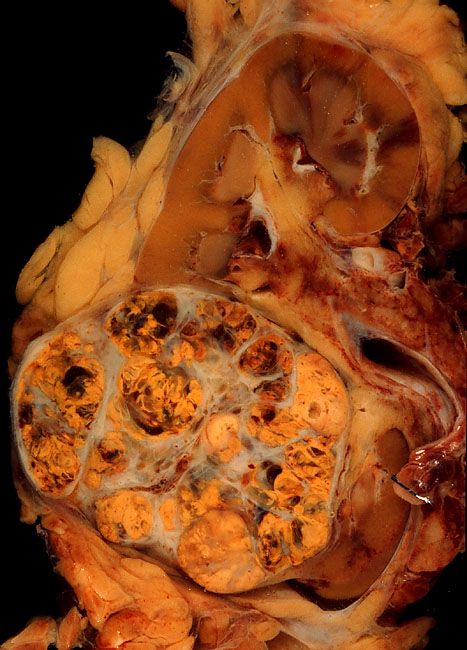
8-сантиметровый в диаметре первичный очаг светлоклеточного рака почки у нижнего полюса удалённой почки.
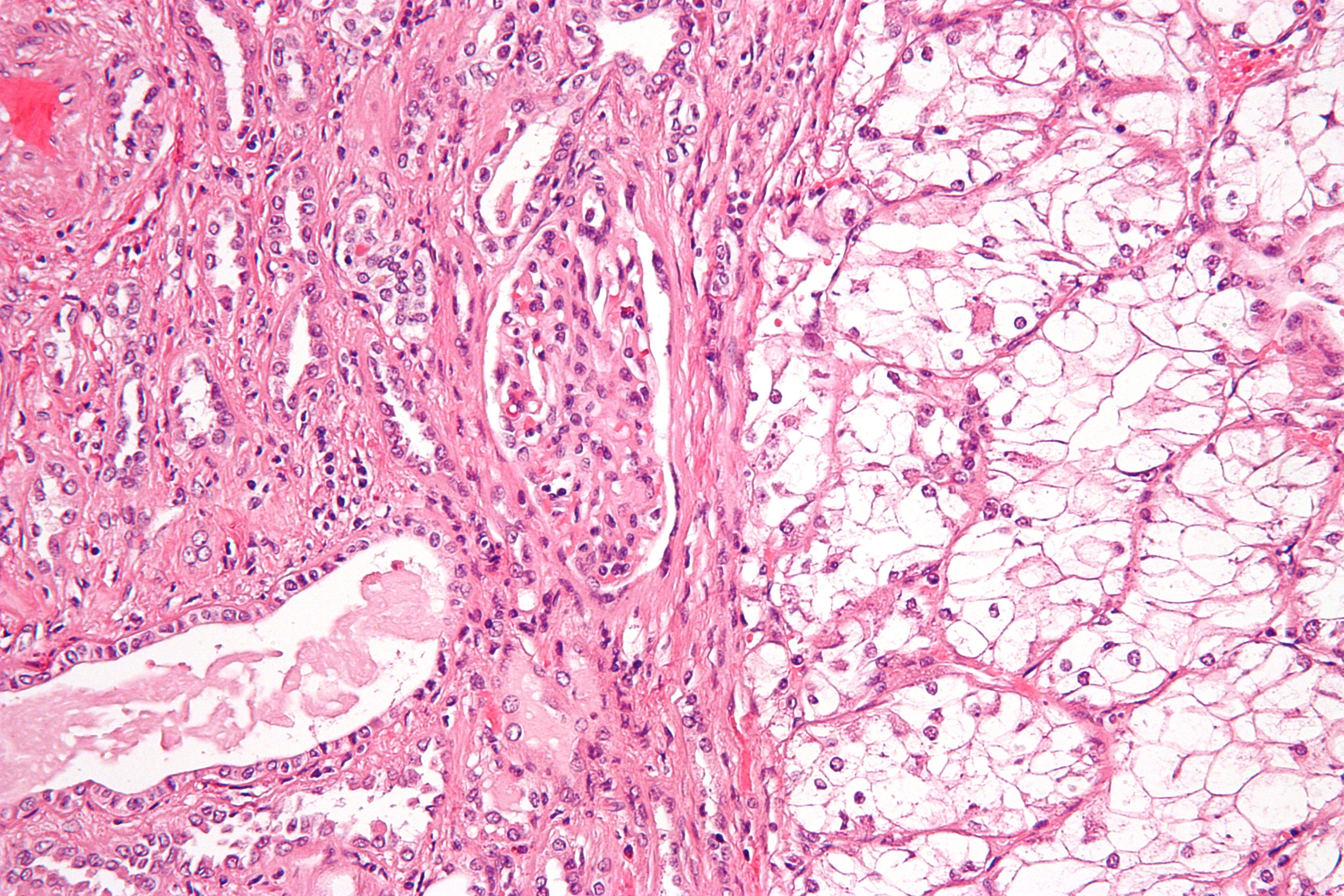
Светлоклеточный рак почки под микроскопом. Окраска гематоксилином и эозином. Увеличение в 100 раз.
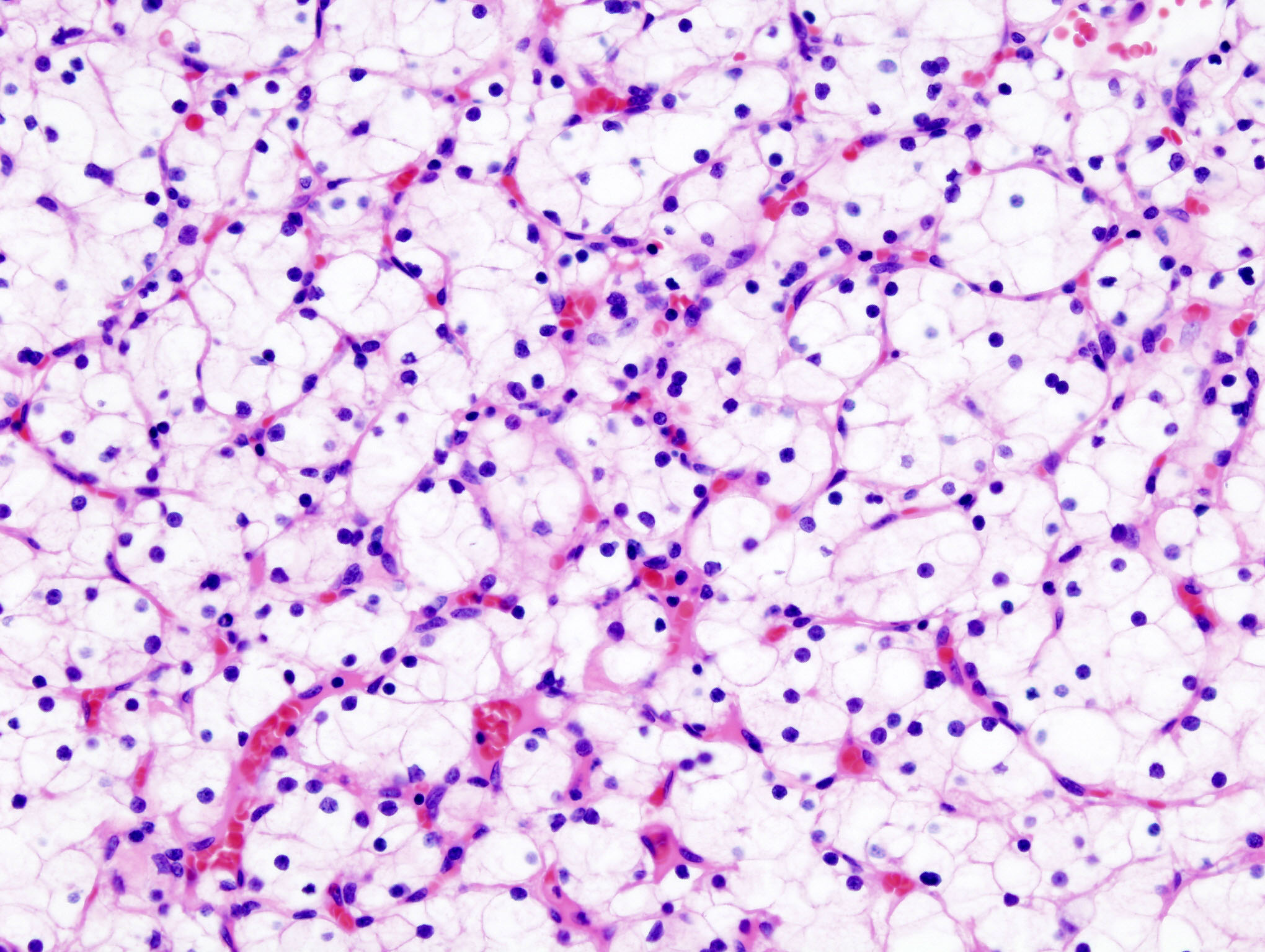
Светлоклеточный рак почки низкой (1-й) степени злокачественности под микроскопом. Окраска гематоксилином и эозином. Увеличение в 400 раз.
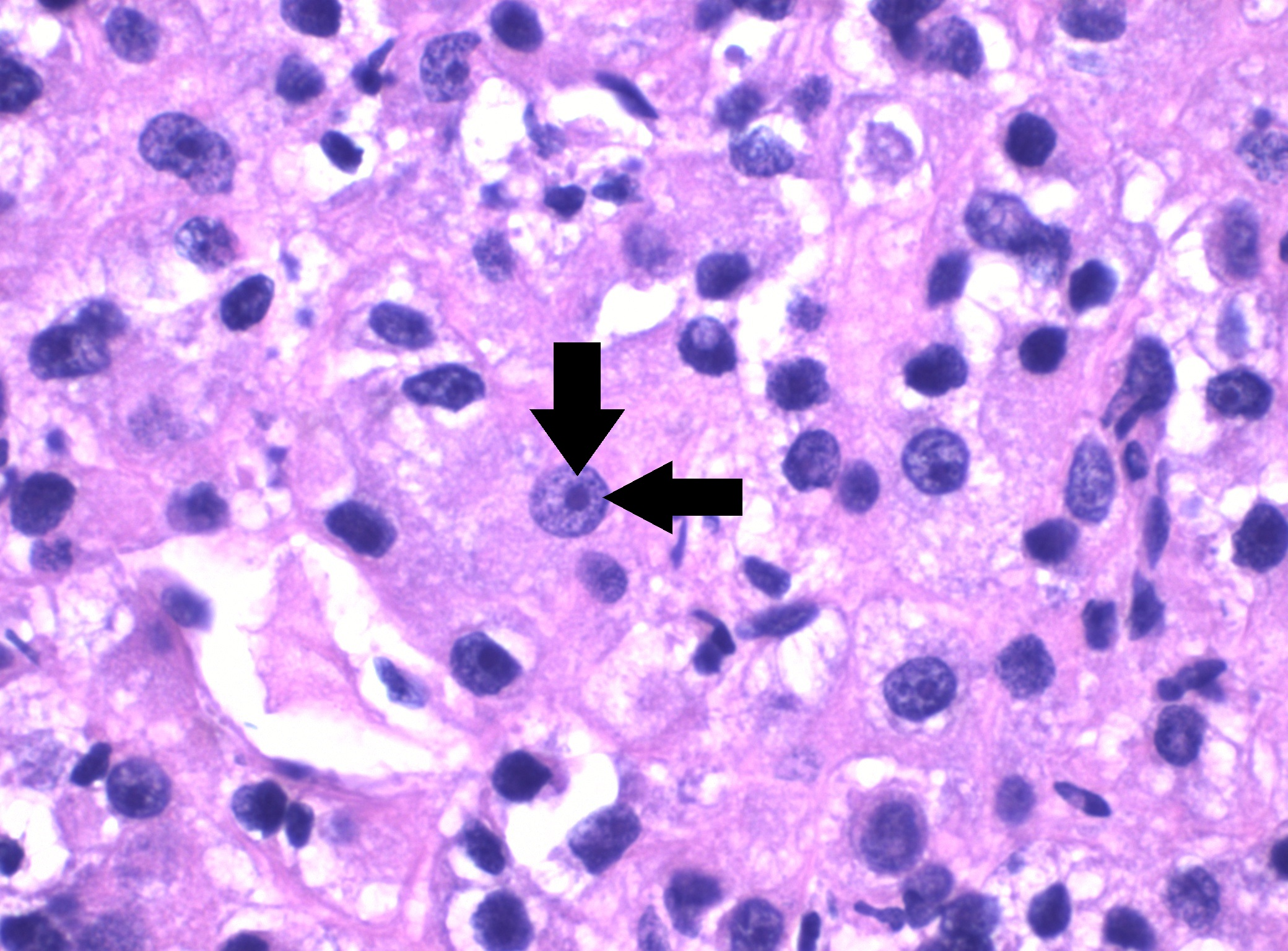
Светлоклеточный рак почки высокой (3-й) степени злокачественности. Окраска гематоксилином и эозином. Увеличение в 100 раз. Стрелочки указывают на чётко видимое ядрышко клетки.